# Pyrgomantis rhodesica
Pyrgomantis rhodesica es una especie de mantis de la familia Tarachodidae.

## Distribución geográfica
Se encuentra en Botsuana, Namibia, Zambia, Zimbabue y Transvaal en (Sudáfrica).